# Smetanovo nábřeží
Smetanovo nábřeží na Starém Městě v Praze prochází u pravého břehu Vltavy od mostu Legií ke Karlovu mostu. Nazváno je podle světoznámého českého skladatele Bedřicha Smetany, který zde v paláci Lažanských měl v letech 1868–1869 hudební školu. Nábřeží je součást protipovodňové ochrany Prahy, v etapě 0001 v letech 1999-2000 tu umístili mobilní stěny, které při povodni v roce 2002 zachránily Staré Město před zaplavením. Součást nábřeží je řada historických budov zvaná Novotného lávka, kde byly mlýny nad hladinou Vltavy, staroměstská vodárenská věž a kde v novorenesanční Whielově budově sídlí Muzeum Bedřicha Smetany.

## Diskuze o uzavření pro tranzitní automobilovou dopravu
Od začátku 21. století se mluví o uzavření Smetanova nábřeží pro automobilovou tranzitní dopravu. Diskutuje se o zavedení pěší zóny s povolením veřejné dopravy, cyklistů a dopravní obsluhy. Důvodem je zrychlení MHD, kterou v tomto úseku nábřeží projede denně více lidí (k roku 2019 90 tisíc) než autem (k roku 2019 40 tisíc). Výhodou by bylo dále zlepšení ovzduší v oblasti a zatraktivnění celé lokace pro místní i turisty.
Oblast může tranzitní doprava objet po Severojižní magistrále či tunelem Blanka, který byl otevřený roku 2015. Bohuslav Svoboda jako primátor města v roce 2012 prohlásil: „Chceme, aby ze Smetanova nábřeží zmizela auta definitivně. Hned po dokončení a spuštění tunelu Blanka, tedy v roce 2014..."

### 2004
K prvnímu experimentálnímu uzavření nábřeží pro tranzitní automobilovou dopravu došlo v roce 2004 za primátora Pavla Béma.

### 2019
Během rekonstrukce tramvajových tratí bylo v listopadu 2019 na několik týdnů uzavřeno Smetanovo nábřeží spolu s Malou Stranou pro tranzitní (projíždějící) automobilovou dopravu. Doprava rezidentů, zásobování či veřejná a cyklistická doprava zde byly zachovány v plném rozsahu. Uzavření přineslo znatelné zrychlení tramvajové dopravy či zlepšení kvality ovzduší v centru města.

### 2020
Na konci května 2020 nechal radní pro dopravu Adam Scheinherr pro automobilovou dopravu uzavřít v jednom směru 150 metrů vozovku Smetanova nábřeží v úseku most Legií – ulice Divadelní, což je nejméně automobilově zatížený úsek nábřeží. Veřejná, cyklistická a pěší doprava nebyly dotčeny, autům zůstal průjezd jedním směrem. Důvodem opatření byla reakce na pandemii covidu-19 i zpoždění tramvají. Vzniklo zde více místa pro pěší, přibyly zde restaurační zahrádky, mají se zde pořádat kulturní akce a byla urychlena doprava v křížení s Národní třídou. Proti opatření bylo vedení Prahy 1, které prohlásilo, že s ním Scheinherr uzavírku neprojednal, což Scheinherr popřel.

### 2021
Radní hlavního města Prahy schválili koncepční studii z dílny Institutu plánování rozvoje (IPR), která počítá s kultivací prostoru Smetanova nábřeží a upraví dopravní režim v celé oblasti. Výsledkem bude uzavření nábřeží pro tranzitní automobilovou dopravu.

## Historie a názvy
Až do poloviny 19. století zde bylo volné písčité prostranství pozvolně se sklánějící k řece, s rybářskými chaloupkami a starými pokřivenými stromy. V době staroměstského opevnění za Václava I. stály mlýny a chatrče vně hradeb, nábřeží bylo od města odděleno zdí, která byla zbořena až po vzniku Nového Města, za Karla IV. Na místě dnešního Měšťanského domu - Smetanovo nábřeží 334/4 stával domek převozníka čp. 334. Stejné číslo popisné bylo později přeneseno na nový dům, na kterém se zachovalo dodnes. Dům na jižní straně hraničil s říční zátokou, jeho půdorys je proto z této strany zešikmený. Zátoku tehdy využívala místní cihelna jako nákladní přístav. Po úpravách nábřeží zátoka zmizela a dnes na jejím místě v sousedství stojí Palác Lažanských. Nábřeží navrhl architekt Bernard Gruber a postavil z opracovaných žulových kvádrů podnikatel Vojtěch Lanna v letech 1841-45 po výstavbě řetězového mostu císaře Františka I. (dnes most Legií) na náklady českých stavů, kteří skoupili zdejší pozemky.
Názvy nábřeží se měnily:
- první nábřeží v Praze se původně nazývalo jen "Nábřeží" nebo "Staroměstské nábřeží"
- od roku 1894 - "Františkovo nábřeží" podle císaře Františka I., jehož pomník (Krannerova kašna) zde od r. 1850 stojí.
- od roku 1919 - "Masarykovo nábřeží"[16]
- od roku 1940 - "Vltavské nábřeží"[17]
- od roku 1942 - "Reinhard Heydrich Ufer"[18] (Nábřeží Reinharda Heydricha, český ekvivalent ale chyběl)[19]
- od roku 1945 - "Masarykovo nábřeží" (znovu)
- od roku 1952 - název "Smetanovo nábřeží".

## Budovy, objekty a instituce
- Palác Lažanských - Smetanovo nábřeží 2, sídlo Filmové a televizní fakulty Akademie múzických umění[20]
- Dům U Naplavačů - Smetanovo nábřeží [21]
- Krannerova kašna – neogotický pomník Františka I. v parku Národního probuzení